# Monstera lentii
Monstera lentii är en kallaväxtart som beskrevs av Thomas Bernard Croat och Michael Howard Grayum. Monstera lentii ingår i släktet Monstera och familjen kallaväxter. Inga underarter finns listade.